# جین لونگ‌گو
جین لونگ‌گو (چینی ساده: 金龙国; کره‌ای: 김용국؛ زادهٔ ۲ مارس ۱۹۹۶) خواننده چینی ساکن کره جنوبی است. او به خاطر حضور در پرودوس ۱۰۱ (فصل ۲) شناخته می‌شود که به جایگاه ۲۱ ام دست یافت.